# Klassisk arkæologi
Klassisk arkæologi er den del af arkæologien der beskæftiger sig med den klassiske periode i middelhavsarkæologien. Som klassisk anses hovedsageligt græsk og romersk historie mellem ca. 700 f.Kr. og ca. 700 e.Kr. eller til slutningen af det vestromerske rige i 476 e.Kr. Ofte kaldes perioden forhistorisk tid.
Klassisk arkæologi opstod som en separat gren af arkæologien i det 19. århundrede, da Heinrich Schliemann og andre begyndte at lede efter spor efter de civilisationer, de havde læst om i studiet af latin og oldgræsk. De var ikke de første der beskæftigede sig med studiet af oldtiden gennem oldtidsfund, men de var de første, der systematiserede og gik fra at se løsrevne fund til at dokumentere udgravninger og sammenligne fund og strukturer..
Middelhavsarkæologi kan være ethvert felt inden for det geografiske område som mykensk og minoisk kultur i Grækenland og den etruskiske kultur i Italien, samt den tidligste del af Det byzantinske imperiums historie.